# Buggiano
Buggiano est une commune de la province de Pistoia dans la Toscane en Italie.

## Géographie

Localisation de la commune de Buggiano à l'intérieur de la province de Pistoia

## Administration
| Période                                  | Période  | Identité          | Étiquette       | Qualité |
| ---------------------------------------- | -------- | ----------------- | --------------- | ------- |
| 14 juin 2004                             | En cours | Daniele Bettarini | Centro-Sinistra |         |
| Les données manquantes sont à compléter. |          |                   |                 |         |

### Hameaux
Borgo a Buggiano, Buggiano, Colle di Buggiano, Malocchio, Pittini, S. Maria, Stignano

### Communes limitrophes
Chiesina Uzzanese, Massa e Cozzile, Pescia, Ponte Buggianese, Uzzano

### Évolution démographique
Habitants recensés

### Jumelages
Ascheberg (Allemagne)

## Personnalités liées à la commune
- Coluccio Salutati (1331-1406), politicien et acteur de la vie culturelle au cours de la Renaissance à Florence
- Lorenzo Perosi (1872-1956), compositeur
- Benito Lorenzi (1925-2007), footballeur

## Sport
Son club de football est le Unione Sportiva Borgo a Buggiano 1920 qui milite en Ligue Pro Deuxième Division.